# Ektodesmos
Ektodesmen oder auch Ektodesmata (von griechisch ektos = „außen“ und desma = „Band“) sind porenähnliche Bereiche, die sich in den Außenwänden der Epidermis der Blätter bei Pflanzen befinden. Sie stellen die Verbindung zwischen den Protoplasten der Epidermiszellen oder der ganzen Pflanze und der Außenwelt dar, gewährleisten die bessere Durchdringbarkeit von Wasser und ähneln damit den Plasmodesmen.
Der Begriff wurde 1956 von Wilhelm Ruhland geprägt, zuvor wurde der Begriff „Außenwandplasmodesmen“ gebraucht. Wolfgang Franke bewies 1972, dass sie von den Plasmodesmen zu unterscheiden sind und schlug den alternativen Begriff Teichoden vor, der sich letztlich jedoch nicht durchsetzte.